# Đội bóng Thiếu Lâm
Đội bóng Thiếu Lâm (tiếng Hán: 少林足球 - Thiếu Lâm túc cầu, tựa tiếng Anh: Shaolin Soccer) là một bộ phim điện ảnh Hồng Kông thuộc thể loại hài – hành động – võ thuật về đề tài thể thao ra mắt năm 2001 do Châu Tinh Trì làm đạo diễn kiêm đồng viết kịch bản, với phần chỉ đạo võ thuật do Trình Tiểu Đông thực hiện. Tác phẩm có sự tham gia của dàn diễn viên chính gồm Châu Tinh Trì, Triệu Vy, Ngô Mạnh Đạt và Tạ Hiền.
Phim được công chiếu lần đầu vào năm 2001 và đã trở thành tác phẩm ăn khách nhất trong lịch sử điện ảnh Hồng Kông đồng thời giành Giải thưởng Điện ảnh Hồng Kông cho Phim hay nhất. Đây được coi là một trong những tác phẩm xuất sắc nhất của vua phim hài Hồng Kông Châu Tinh Trì.

## Nội dung
A Tinh (Châu Tinh Trì) vốn là một võ sư Thiếu Lâm bị thất lạc hết các huynh đệ sau khi sư phụ qua đời. Với hi vọng phát triển phong trào học võ Thiếu Lâm, anh quyết định mời lại năm người anh em của mình để thành lập đội bóng Thiếu Lâm nhằm tranh chức vô địch của giải bóng đá Hồng Kông, giải đấu mà đội Hắc Y đã vô địch nhiều năm liên tiếp. Huấn luyện viên của đội Thiếu Lâm là Minh Phong (Ngô Mạnh Đạt), một cựu cầu thủ lừng danh ở Hồng Kông nhưng bị thân bại danh liệt sau vụ bán độ ở một trận chung kết. Từ bàn tay trắng, ông đã huấn luyện cấp tốc sáu huynh đệ trở thành các cầu thủ có hạng với kỹ năng và sức mạnh siêu việt, kết hợp với kungfu. Họ đấu giao hữu với một nhóm thanh niên đá bóng phủi ở khu phố, và chiêu mộ thêm các cầu thủ cho đội tuyển.
Để đi tới trận chung kết, đội bóng Thiếu Lâm phải vượt qua nhiều đối thủ khá mạnh, điển hình như đội bóng của cặp Ngọc diện song phi long với khả năng phối hợp siêu đẳng. Trong trận chung kết, đội Hắc Y chơi xấu khi cho tất cả các cầu thủ sử dụng doping tăng lực khiến các huynh đệ của đội bóng Thiếu Lâm lâm vào tình trạng chấn thương và khó có thể thi đấu tiếp. Lúc này A Tinh phải nhờ cậy tới A Mai (Triệu Vy), cô gái bán bánh bao hâm mộ anh và đồng thời có tuyệt kỹ Thái cực quyền siêu đẳng. Cuối cùng đội bóng Thiếu Lâm giành được chiến thắng.

## Diễn viên
- Châu Tinh Trì thủ vai A Tinh, ngũ sư huynh trong nhóm võ sư Thiếu Lâm tự. Sở trường của anh là cú đá "Đại lực kim cương thoái".
- Triệu Vy thủ vai A Mai, cô gái bán bánh bao hâm mộ A Tinh và cũng có tuyệt kỹ Thái cực quyền.
- Ngô Mạnh Đạt thủ vai Minh Phong, huấn luyện viên trưởng của đội bóng Thiếu Lâm. Minh Phong từng là một cầu thủ nổi tiếng nhưng bị thân bại danh liệt sau một lần bán độ.
- Tạ Hiền thủ vai Cường Hùng, chủ tịch kiêm huấn luyện viên trưởng của đội bóng Hắc Y, đội bóng đối địch của Thiếu Lâm. Ông cũng chính là người đẩy Minh Phong tới tình trạng thân bại danh liệt. Sau khi đội bóng của ông thua trận và bị xóa sổ khỏi nền bóng đá Trung Quốc do sử dụng chất cấm, ông bị công an kết tội năm năm tù giam vì tội gian lận.
- Hoàng Nhất Phi thủ vai đại sư huynh với sở trường "Thiết đầu công".
- Mạc Mỹ Lâm thủ vai nhị sư huynh với sở trường "Toàn phong địa đường thoái"
- Điền Khải Văn thủ vai tam sư huynh với sở trường "Thiết bố sam".
- Trần Quốc Khôn thủ vai tứ sư huynh với sở trường "Cầm nã thủ".
- Lâm Tử Thông thủ vai lục sư huynh với sở trường "Khinh công thủy thượng phiêu".
- Trương Bá Chi và Mạc Văn Úy thủ vai cặp cầu thủ Ngọc Diện Song Phi Long (vai diễn khách mời).

## Sản xuất và đánh giá
Bên cạnh những chi tiết hài mang phong cách Châu Tinh Trì, trong bộ phim này Châu còn sử dụng nhiều pha kỹ xảo độc đáo cho các trận bóng đá lấy cảm hứng từ bộ truyện tranh anime về bóng đá nổi tiếng của Nhật Bản là Tsubasa – Giấc mơ sân cỏ. Bản thân Đội bóng Thiếu Lâm sau đó cũng được chuyển thể thành bốn tập mạn họa được phát hành sau khi phim công chiếu vài tháng. Bộ phim sau khi ra mắt công chúng đã trở thành bộ phim ăn khách nhất trong lịch sử điện ảnh Hồng Kông với doanh thu 60.739.847 đô la Hồng Kông, kỷ lục này chỉ bị phá bởi chính bộ phim tiếp theo của Châu Tinh Trì là Tuyệt đỉnh Kungfu.
Tại lễ trao Giải thưởng Điện ảnh Hồng Kông lần thứ 21, Đội bóng Thiếu Lâm đã giành hầu hết giải quan trọng như Phim hay nhất, Đạo diễn xuất sắc nhất, Vai nam chính và Vai nam phụ.